# Colinas do Tocantins
Colinas do Tocantins, amtlich Município de Colinas do Tocantins, ist die siebtgrößte Stadt des brasilianischen Bundesstaates Tocantins in der Região Norte. Sie ist 274 km von der Hauptstadt Palmas entfernt. Die Bevölkerungszahl wurde zum 1. Juli 2019 auf 35.424 Einwohner geschätzt, Colinenser (portugiesisch colinenses) genannt, die auf einem Gebiet von rund 844 km² leben. Die Bevölkerungsdichte liegt bei 36,5 Personen pro km².

## Geschichte
Die Siedlung entstand während des Baus der 1959 eröffneten Nord-Süd-Autobahn BR-153. Der Ort hieß zunächst ab 21. April 1960 Vila de Colinas de Goiás, wurde am 23. Oktober 1963 zum Munizip und gehörte bis zur Staatsgründung 1988 von Tocantins zu dem Bundesstaat Goiás. 1989 wurde der Ort umbenannt in Município de Colinas de Tocantins, was die neue Zugehörigkeit ausdrückt. Der Ort erfuhr in den Anfangszeiten einen großen Zuwachs durch Binnenmigration, was auch zu einer heterogenen Bevölkerungsstruktur führte.

## Geographie
Landschaft und Klima sind die des brasilianischen Cerrado. Es herrscht tropisches Savannenklima, nach der Klimaklassifikation nach Köppen und Geiger Aw.  Die Höhe über Meeresspiegel beträgt 227 Meter.
Umliegende Orte sind Bandeirantes do Tocantins (35,3 km entfernt), Brasilândia do Tocantins (37,1 km entfernt) und Nova Olinda (47,2 km entfernt).

## Stadtverwaltung
Exekutive: Bei der Kommunalwahl 2016 wurde Adriano Rebelo Stadtpräfekt (Bürgermeister) für die Amtszeit von 2017 bis 2020. Er ist Mitglied des Partido Republicano Brasileiro (PRB).
Die Legislative liegt bei einem 13-köpfigen Stadtrat, den vereadores der Câmara Municipal, 2017 lag die Präsidentschaft bei Washington Aires.
Die Gemeinde bildet einen Gesamtdistrikt.

## Bevölkerung
Quelle: IBGE (Angaben für 2019 sind lediglich Schätzungen). 27,55 % der Bevölkerung waren 2010 Kinder und Jugendliche bis 15 Jahre. 96,01 % lebten 2010 im städtischen und 3,99 % im weitläufigen ländlichen Raum. Die Analphabetenquote lag 2010 bei den Erwachsenen über 25 Jahren noch bei 15,8 %.
Bevölkerungsentwicklung:
Ethnische Zusammensetzung:
| Gruppe                | Anzahl | Anmerkung                         |
| --------------------- | ------ | --------------------------------- |
| Pardos (Mischrassige) | 18.824 | (Mulatten, Mestizen)              |
| Pretos                | 2.209  | (Schwarze)                        |
| Brancos               | 9.121  | (Weiße, Nachfahren von Europäern) |
| Amarelos              | 613    | (Asiaten)                         |
| Indígenas             | 71     | (Indios, Urbevölkerung)           |
| Total                 | 30.838 |                                   |

## Lebensstandard
Der Index der menschlichen Entwicklung für Städte, abgekürzt HDI (portugiesisch: IDH-M), lag 1991 bei dem niedrigen Wert von 0,418, im Jahr 2010 bei dem als hoch eingestuften Wert von 0,701.

## Verkehr
Die nächstgelegenen Binnenflughäfen sind Aeroporto de Araguaína (95,8 km entfernt), Aeroporto de Conceição do Araguaia (96,4 km entfernt) und der Aeroporto de Carolina (139,1 km entfernt).

## Personen
In Colinas do Tocantins wurden geboren:
- Renato Silva (* 1983), Fußballspieler